# Монтереј (Индијана)
Монтереј (енгл. Monterey) град је у америчкој савезној држави Индијана.

## Демографија
По попису из 2010. године број становника је 218, што је 13 (-5,6%) становника мање него 2000. године.
| Група             | 2000.       | 2010.       |
| Белци             | 219 (94,8%) | 194 (89,0%) |
| Афроамериканци    | 7 (3,0%)    | 1 (0,5%)    |
| Азијати           | 2 (0,9%)    | 0 (0,0%)    |
| Хиспаноамериканци | 0 (0,0%)    | 21 (9,6%)   |
| Укупно            | 231         | 218         |